# Geobios
Geobios — академічний журнал, що два місяці виходить у видавництві Elsevier. Geobios — міжнародний журнал з проблем палеонтології, який фокусує увагу на таких питаннях, як палеобіологія, палеоекологія, палеобіогеографія, стратиграфія і біогеохімія. Усі матеріали, що надходять до редакції, в обов'язковому порядку рецензуються не менш ніж трьома експертами
Geobios індексується і реферується в:
- Science Citation Index
- ISI
- Bulletin signalétique
- PASCAL
- Geo Abstracts
- Biological Abstracts
- The Geoscience Database
- Реферативний журнал ВІНІТІ РАН
- SciSearch
- Research Alert
- Current Contents /Physical, Chemical & Earth Sciences

Коефіцієнт впливовості (Імпакт-фактор) журналу в 2014 році становив: за 2-річний період — 1.243 (#21/49, Q2 — 21-ше місце серед 49 палеонтологічних журналів); за 5-річний — 1.337 (#22/49, Q2 — 22 місце поміж 49).

## Опис
Статті публікуються лише англійською мовою, після стандартного процесу рецензування (зазвичай за участю 3 рецензентів) під керівництвом асоційованого редактора. Статті публікуються у друкованому (паперовому) форматі, а також у електронному вигляді на вебсайті Geobios ScienceDirect. До друку приймаються статті щодо всіх груп викопних організмів, включаючи мікробні форми, безхребетні, рослини, хребетні та викопні сліди.
Geobios вітає описові статті на основі оригінального матеріалу (наприклад, великі Систематичні палеонтологічні роботи), а також більш аналітичні та/або методологічні документи, за умови, що вони пропонують сильні та значні біохронологічні / біостратиграфічні, палеобіогеографічні, палебіологічні та/або філогенетичні нові уявлення та перспективи . Вищий пріоритет надається синхронним та / або діахронічним дослідженням на основі багато- або міждисциплінарних підходів, що поєднують різноманітні галузі наук про Землю та наук про життя. Також розглядаються роботи, що базуються на наявних даних, якщо вони пропонують нові цікаві уявлення про геологічні дослідження часу.

## Історія
Перший номер Geobios було опубліковано у 1968 р. До 2011 року рада асоційованих редакторів винятково розташована в Ліоні (Франція), редакційну відповідальність здійснювали Louis David, André Schaaf, Patrick Racheboeuf, Serge Legendre і Pierre Hantzpergue. Починаючи з 2009 р. відповідальним редактором є Gilles Escarguel. З 2001 р. журнал виходить у видавництві Elsevier.

### Ресурси Інтернету
- Geobios website [Архівовано 10 жовтня 2012 у Wayback Machine.]